# Ирландия на зимних Олимпийских играх 2002
Ирландия завершила выступление на зимних Олимпийских играх 2002. Медалей страна не получила.

## Результаты соревнований

### Бобслей
Мужчины
| Номер | Имя           | Возраст |
| ----- | ------------- | ------- |
| 1     | Петер Донохьё | 38      |
| 2     | Пауль Кирнан  | 27      |

### Горнолыжный спорт
Мужчины
| Номер | Имя                         | Возраст |
| ----- | --------------------------- | ------- |
| 1     | Патрик-Поль Шварцахер-Джойс | 29      |

Женщины
| Номер | Имя             | Возраст |
| ----- | --------------- | ------- |
| 1     | Тамсен МакГарри | 19      |

### Скелетон
Мужчины
| Номер | Имя                       | Возраст |
| ----- | ------------------------- | ------- |
| 1     | Клифтон, Барон Вроттеслей | 33      |

### Лыжные гонки
Мужчины
| Номер | Имя            | Возраст |
| ----- | -------------- | ------- |
| 1     | Пауль О'Коннор | 43      |